# Grimes, Iowa
Grimes là một thành phố thuộc quận Polk, tiểu bang Iowa, Hoa Kỳ. Năm 2010, dân số của thành phố này là 8246 người.

## Dân số
Dân số qua các năm:
- Năm 2000: 5098 người.
- Năm 2010: 8246 người.